# 大伞弄蝶
大伞弄蝶（学名：Bibasis miracula），弄蝶科伞弄蝶属的一种，分布于中国广东省、福建省和浙江省及老挝、越南等地区。模式产地为中国福建挂墩。
本种于2023年被收录入中国《有重要生态、科学、社会价值的陆生野生动物名录》。